# Mélangeur vidéo
Pour les articles homonymes, voir Mélangeur.

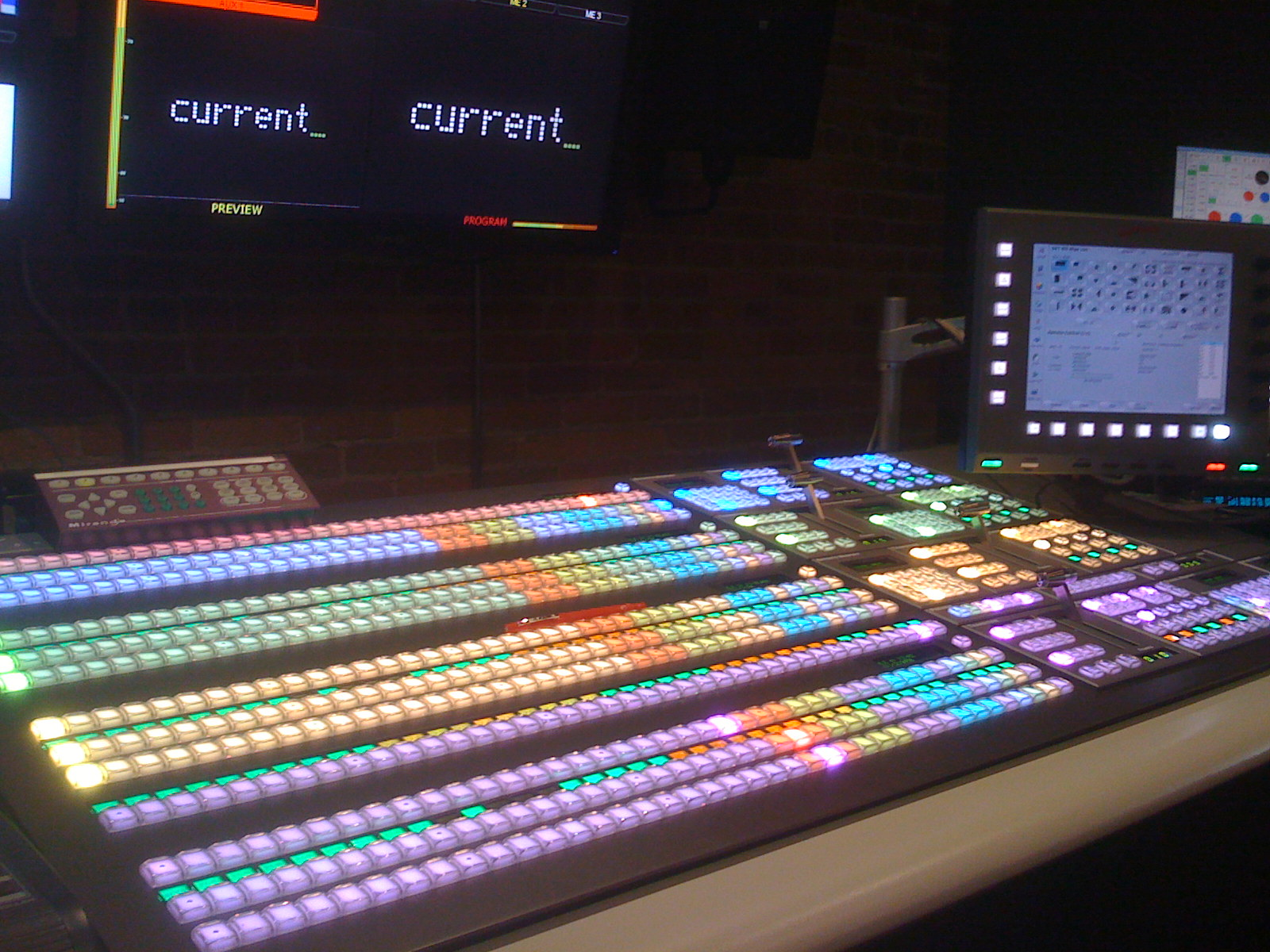
Mélangeur vidéo Ross Video Vision 4.

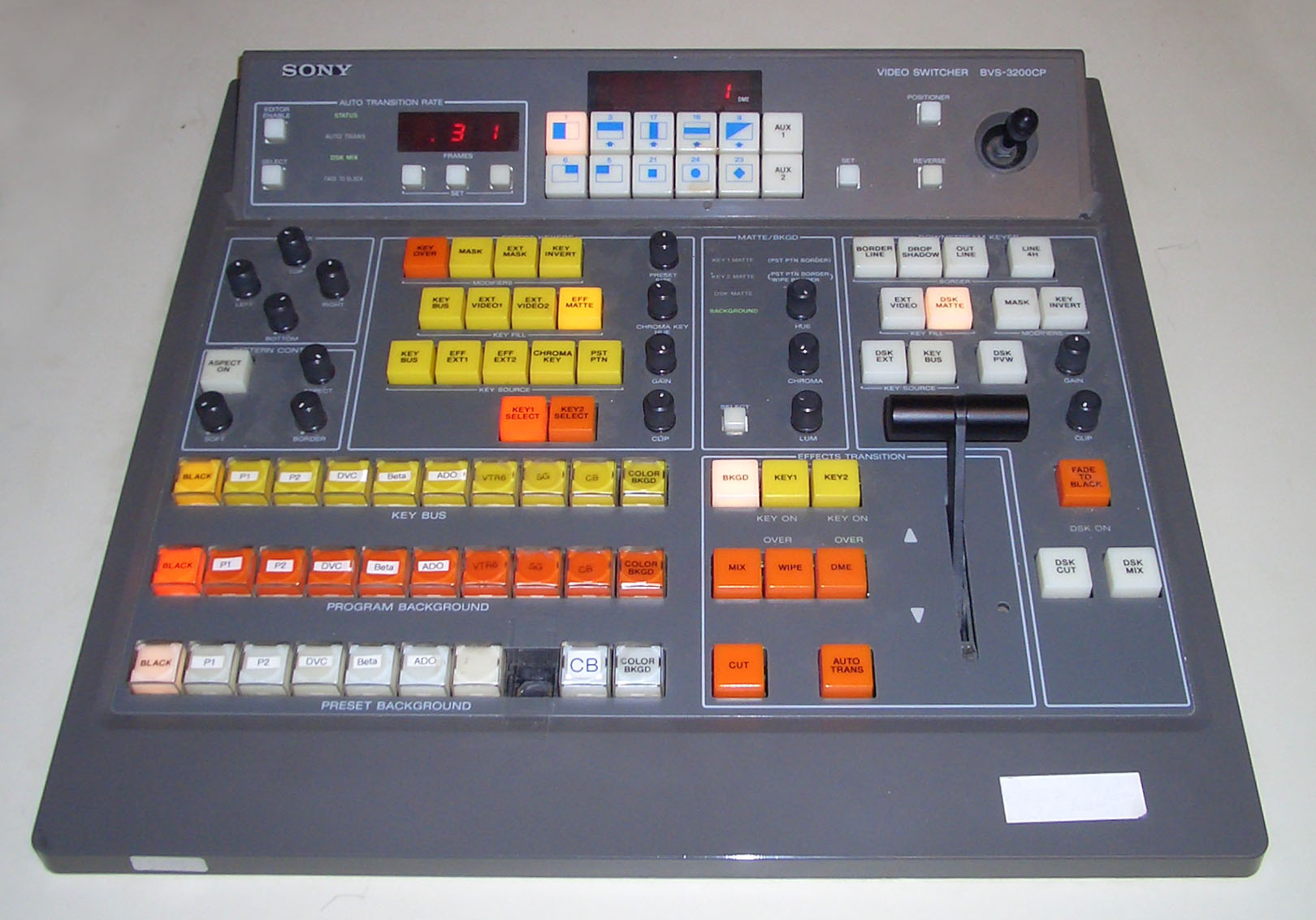
Mélangeur vidéo Sony BVS-3200CP.

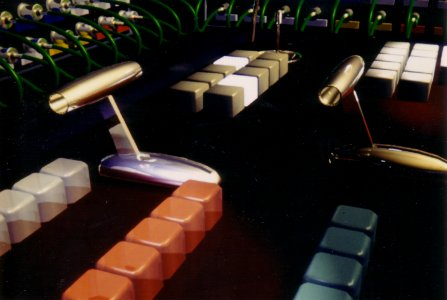
Reconstitution 3D d'un mélangeur.

Un mélangeur vidéo est un appareil électronique permettant de commuter entre plusieurs sources vidéo. Ils sont apparus dans les années 1940 avec le début de la télévision.
Les mélangeurs vidéo sont des pupitres comprenant des « barres de touches » qui permettent de sélectionner les sources vidéos. Ils permettent la réalisation de transitions en fondus enchaînés d'une source vidéo à l'autre ou encore de faire des incrustations appelées aussi chroma key ou luma key.
Les quatre fonctions principales d'un mélangeur sont :
- Cut (commutation direct d'une image à l'autre) ;
- Mix ou dissolve (fondu enchaîné) ;
- Wipe (volet ou médaillon) ;
- Key (incrustation).

Les mélangeurs vidéos ont subi de très grandes transformations au fil des années :
Types de signaux entre les différents modules :
- Composite : un seul câble, très basse qualité, ne permettait pas de faire des incrustations propres ;
- Composante : signal transporté par trois câbles : Y, U, V. A permis de réaliser des incrustations sur fond vert de bien meilleure qualité ;
- SDI : la technologie actuellement utilisée, permettant de faire des incrustations de très bonne qualité, compatible SD/HD/4K (en utilisant alors trois câbles pour ce dernier).